# Yanchang Lu
Yanchang Lu (chiń. 延长路站) – stacja metra w Szanghaju, na linii 1. Zlokalizowana jest pomiędzy stacjami Shanghai Maxi Cheng i Zhongshan Bei Lu. Została otwarta 28 grudnia 2004.